# گرنادین‌ها پریش
گرنادین‌ها پریش (به لاتین: Grenadines Parish) یک منطقهٔ مسکونی در سنت وینسنت و گرنادین‌ها است که در Port Elizabeth, Saint Vincent and the Grenadines واقع شده‌است.

## خصوصیات
گرنادین‌ها پریش ۴۴ کیلومترمربع مساحت و ۹٬۲۰۰ نفر جمعیت دارد و ۳۰۴٫۵ متر بالاتر از سطح دریا واقع شده‌است.